# 小行星16999
小行星16999（16999 Ajstewart）是一颗绕太阳运转的小行星，为主小行星带小行星。该小行星于1999年2月10日发现。

## 轨道参数
小行星16999的轨道半长轴为2.4208898 UA，离心率为0.168。